# Ihor Borysyk
Ihor Viktorovyč Borysyk (in ucraino Ігор Вікторович Борисик?; Sinferopoli, 2 giugno 1984) è un ex nuotatore ucraino.
Specializzato nella rana, ha partecipato alle Olimpiadi di Pechino 2008 ottenendo i seguenti risultati: 7º nei 100 m rana e 14º nei 200 m.

## Palmarès
- Mondiali in vasca corta

Manchester 2008: oro nei 100m rana e argento nei 200m rana.
- Europei in vasca corta

Vienna 2004: bronzo nei 100m rana.
Debrecen 2007: oro nei 100m rana.
Fiume 2008: oro nei 100 rana e bronzo nei 200m rana.
Istanbul 2009: bronzo nei 100m rana.
Chartres 2012: argento nei 200m rana.
- Universiadi

Bangkok 2007: oro nei 50m rana.
Belgrado 2009: oro nei 100m rana e nei 200m rana.